# Рэмбо IV
«Рэмбо IV» (англ. Rambo) — американский военный боевик 2008 года, срежиссированный Сильвестром Сталлоне, выступившем также в качестве соавтора сценария и исполнителя главной роли. Четвёртый фильм серии о ветеране вьетнамской войны Джоне Рэмбо. Выход в кинопрокат России состоялся 24 января 2008 года.
В сентябре 2019 года вышло продолжение — «Рэмбо: Последняя кровь».

## Сюжет
Действие фильма происходит спустя 20 лет после событий третьей ленты.
Джон Рэмбо, ветеран войны во Вьетнаме, ведёт уединённый образ жизни в глухой деревне на окраине Таиланда. Уставший от войн и кровопролития, он селится в небольшом доме у реки и проводит дни, ремонтируя лодки и промышляя ловлей змей.
Размеренный образ жизни героя нарушает группа христианских миссионеров, которые знают Рэмбо как единственного человека, который может провести их по пути через реку Салуин для оказания гуманитарной помощи каренским племенам. Миссионеры собираются доставить им медикаменты и еду, но Рэмбо отказывается, мотивируя свои действия тем, что они не смогут изменить что-либо в гражданской войне против бирманских военных, не используя оружия. Лишь после настойчивых уговоров миссионерки Сары Миллер (Джули Бенц) Рэмбо соглашается переправить волонтёров через реку.
Через несколько дней Джон узнаёт от пастора Артура Марша, отправившего эту группу, что миссионеры не вернулись домой и, возможно, попали в плен к военным. Рэмбо отправляется провожать отряд из пяти наёмников разыскивать пропавших. Прибыв на место поселения народа карен, наёмники видят, что его жители подверглись жестокому нападению со стороны бирманских военных, а выжившие миссионеры были захвачены ими в плен.
Уже вместе с Джоном Рэмбо группа наёмников отправляется вызволять пленников на базу военных. Незаметно вызволив ночью пленных, команда непроизвольно разделяется на две части. В одну попадает Джон Рэмбо, Сара Миллер и наёмник по прозвищу «Школьник», а в другую — оставшиеся четыре наёмника и остальные пленные.
Наутро военные обнаруживают пропажу и отправляются в погоню за беглецами. Вскоре вторую группу захватывают бирманцы, но благодаря слаженным действиям Рэмбо, «Школьника» и прибывших к месту боя вооружённых повстанцев миссионеры и наёмники оказываются спасены.
Прислушавшись к замечанию Сары Миллер, Джон Рэмбо решает узнать, что случилось за время его отсутствия в США, и возвращается к своему отцу домой в Аризону.

## Персонажи
- Джон Рэмбо — ветеран Вьетнамской войны. Главный герой фильма. Рэмбо около шестидесяти лет. Он устал от войн и сражений и уехал в Бангкок. Там занимается рутинной работой — ловит змей для местного развлечения туристов, помогает местному монастырю, чинит лодки рыбаков и т. д. Всё меняется в одну секунду, когда из Колорадо приезжают люди из Центра помощи местным племенам, хотят, чтобы он переправил их по реке в Бирму, где за четыре года всё круто изменилось. На дороге встречаются пираты, а дальше ждут и регулярные воинские части бирманской армии. Тогда Рэмбо снова приходится взяться за оружие.
- Сара Миллер — медсестра из Центра помощи, единственная девушка в группе. Она каждые четыре года ездит со своей группой и помогает племенам медикаментами, молитвами и т. д. Но в этот раз во время посещения одной из деревень на них нападают, некоторые из их группы гибнут, а она со своими друзьями попадает в плен. Была освобождена Рэмбо и наёмниками.
- Майкл Бернетт — глава группы, человек из Центра помощи. Майкл — врач, может, даже хирург. Во время посещения одного из каренских племён предоставлял медицинскую помощь. Во время атаки на деревню попал в плен. Был освобождён Рэмбо и наёмниками.
- Артур Марш — пастор христианской церкви в Колорадо. Появляется только мельком, сообщая Рэмбо о пропаже группы.
- Льюис — командир наёмников, которых послали найти пропавшую группу. Бывший член SAS. Сначала подрывается на мине, а потом чуть не гибнет от пули в последней схватке с противником, но выживает.
- Школьник (англ. School boy) — наёмник, снайпер. Обеспечивает прикрытие во время спасательной операции группы. А потом спасает Рэмбо и Сару Миллер от солдат. В последней схватке помогает снайперской поддержкой. Остался жив.

### В ролях
| Актёр              | Роль              |
| ------------------ | ----------------- |
| Сильвестр Сталлоне | Джон Рэмбо        |
| Джули Бенц         | Сара Миллер       |
| Мэттью Марсден     | Школьник          |
| Грэм Мактавиш      | Льюис             |
| Рейнальдо Гальегос | Диаз              |
| Джейк Ла Ботц      | Риз               |
| Тим Кан            | Ен-Ху             |
| Манг Манг Хим      | Майор Тинт        |
| Пол Шульц          | Майкл Бёрнетт     |
| Кен Ховард         | Пастор Артур Марш |

## Прокат

### Расширенная версия
Расширенная версия была выпущена 27 июля 2010 года только на Blu-ray и имеет продолжительность 99 минут.

### Сборы
Бюджет фильма составил 50 млн долларов. В прокате с 25 января по 27 марта 2008, наибольшее число показов в 2751 кинотеатрах единовременно. За время проката собрал в мире 113 244 290 $ из них 42 754 105 $ в США и 70 490 185 $ в остальном мире. Кассовые сборы в СНГ превысили 3 млн $.

## Реакция
| Рейтинги                  | Рейтинги |
| Издание                   | Оценка   |
| ------------------------- | -------- |
| Entertainment Weekly      | B-       |
| The Philadelphia Inquirer | [ 9 ]    |
| Rotten Tomatoes           | 38%      |
| Time Out                  | [ 11 ]   |

По словам Сталлоне, власти Мьянмы ввели в стране запрет на показ и продажу «Рэмбо IV», так как фильм вдохновляет местных жителей на свержение правящей военной хунты. «Жить бесцельно или умереть ради чего-то», — эту фразу из фильма студенты Мьянмы используют в акциях протеста и надеются, что американские войска вмешаются в ситуацию в стране. Имеются также сведения, что родственники двух актёров из Мьянмы, принявших участие в съёмках этого фильма, были арестованы.

## Факты
- Рабочее название фильма — Rambo IV: In the Serpent’s Eye (с англ. — «Рэмбо IV: Глаз змеи»)[16].[17]
- Количество «убитых» за весь фильм — 236 человек. Для сравнения: в первой части был «убит» всего 1 человек (погибший выпал из вертолёта и погиб от падения с высоты), во второй — 69, а в третьей — 132 человека[18].

## Продолжение
В прессе неоднократно появлялись сообщения о том, что Сильвестер Сталлоне планирует снять пятую часть боевика про Рэмбо, при этом отмечалось, что фильм будет адаптацией романа Джеймса Байрона Хаггинса «Охотник», права на экранизацию которого приобрёл Сталлоне. По сюжету книги американский военный пытается убить монстра-мутанта, обитающего в пределах Полярного круга.
По другим данным, новый фильм будет посвящён борьбе Рэмбо с мексиканскими наркоторговцами.
Съёмки пятого фильма серии планировались на 2015 год в Шривпорте, штат Луизиана, однако в начале 2016 года производство проекта было приостановлено. Тем не менее, в мае 2016 года Сильвестр Сталлоне представил очередную идею для пятого фильма. В мае 2018 был выпущен первый тизер-постер пятой части. Также Сталлоне заявил, что съёмки фильма стартуют в октябре.
Выход фильма в кинотеатральный прокат состоялся в сентябре 2019 года.